# Katzenkopf (Pfälzerwald)
Der Katzenkopf ist ein 553,3 Meter hoher Berg in der zum Pfälzerwald gehörenden Frankenweide, innerhalb derer er zu den zehn höchsten Bergen gehört.

## Geographie

### Lage
Der Berg liegt auf der Waldgemarkung der Ortsgemeinde Wilgartswiesen etwa zwei Kilometer südöstlich des Ortsteils Hermersbergerhof. An seiner Nordflanke entspringt der Horbach, der in seinem Oberlauf den Namen Meisenbach trägt, an seiner Südwestflanke der Freischbach und an seiner Nordflanke der Modenbach. Westlich liegt außerdem das frühere Forsthaus Meisenhalde. Südwestlich erstreckt sich der Staufelkopf.

### Naturräumliche Zuordnung
1. Großregion 1. Ordnung: Schichtstufenland beiderseits des Oberrheingrabens
2. Großregion 2. Ordnung: Pfälzisch-saarländisches Schichtstufenland
3. Großregion 3. Ordnung: Pfälzerwald
4. Region 4. Ordnung (Haupteinheit): Mittlerer Pfälzerwald
5. Region 5. Ordnung: Frankenweide

## Beschreibung
Beim Katzenkopf handelt es sich um eine vollständig bewaldete Bergkuppe. Sie besteht vorwiegend aus Mischwald, der sich aus Buchen, Eichen und Kiefern zusammensetzt.

## Verkehr
Der Gipfel ist auf Wegen oder Pfaden nicht erreichbar. An der Kreisstraße 56, die westlich des Wilgartwieser Kernortes von der Bundesstraße 10 abzweigt und nach Hermersbergerhof verläuft und die an der Westflanke des Berges vorbeiführt, befindet sich ein Parkplatz, der von der Bergkuppe etwa einen Kilometer entfernt ist.

## Tourismus
Über den Berg führt die sechste Etappe des Prädikatswanderwegs Pfälzer Waldpfad, die von Merzalben nach Hauenstein verläuft, ebenso der mit einem rot-weißen Balken markierte Höcherbergweg, der von Niederwürzbach nach Böchingen führt und ein solcher, der mit einem blauen Kreuz gekennzeichnet ist und der von Niederhausen nach Sankt Germanshof verläuft.